# Tirreno-Adriatico 1990
Tirreno-Adriatico 1990 est la 25e édition de la course cycliste par étapes italienne Tirreno-Adriatico. L’épreuve se déroule entre le 7 et le 14 mars 1990, sur un parcours final de 1 040,5 km.
Le vainqueur de la course est pour la deuxième année consécutive le Suisse Tony Rominger (Chateau d'Ax).

## Classements des étapes
| Étape | Date    | Villes étapes                          | km    | Vainqueur d’étape          | Leader du classement général |
| ----- | ------- | -------------------------------------- | ----- | -------------------------- | ---------------------------- |
| 1     | 7 mars  | Bacoli - Bacoli                        | 15,9  | John Talen (NED)           | John Talen (NED)             |
| 2     | 8 mars  | Naples - Maiori                        | 175,0 | Tony Rominger (SUI)        | Tony Rominger (SUI)          |
| 3     | 9 mars  | Amalfi - Ravello (clm)                 | 6,8   | Jean-Claude Leclercq (FRA) | Tony Rominger (SUI)          |
| 4     | 10 mars | Salerno - Isodel Liri                  | 205,0 | Massimiliano Lelli (ITA)   | Tony Rominger (SUI)          |
| 5     | 11 mars | Cerro al Volturno - Porto Sant'Elpidio | 249,5 | Eric Vanderaerden (BEL)    | Tony Rominger (SUI)          |
| 6     | 12 mars | Porto Recanati - Monte Urano           | 192,0 | Jean-Claude Leclercq (FRA) | Tony Rominger (SUI)          |
| 7     | 13 mars | Grottammare - Acquasanta Terme         | 178,0 | Eddy Planckaert (BEL)      | Tony Rominger (SUI)          |
| 8     | 14 mars | S.B del Tronto - S.B del Tronto (clm)  | 18,3  | Erik Breukink (NED)        | Tony Rominger (SUI)          |

## Classement général
|    | Cycliste             | Pays     | Équipe          | Temps            |
| -- | -------------------- | -------- | --------------- | ---------------- |
| 1  | Tony Rominger        | Suisse   | Chateau d'Ax    | 27 h 29 min 18 s |
| 2  | Zenon Jaskuła        | Pologne  | Diana-Colnago   | + 2 min 31 s     |
| 3  | Gilles Delion        | France   | Helvetia-Suisse | + 2 min 42 s     |
| 4  | Jean-Claude Leclercq | France   | Helvetia-Suisse | + 2 min 46 s     |
| 5  | Maurizio Fondriest   | Italie   | Del Tongo       | + 2 min 46 s     |
| 6  | Sean Kelly           | Irlande  | PDM             | + 2 min 58 s     |
| 7  | Frans Maassen        | Pays-Bas | Buckler         | + 2 min 58 s     |
| 8  | Martin Earley        | Irlande  | PDM             | + 3 min 12 s     |
| 9  | Daniel Steiger       | Suisse   | Frank-Toyo      | + 3 min 22 s     |
| 10 | Luc Roosen           | Belgique | Histor-Sigma    | + 3 min 58 s     |